# 南北共同聯絡鐵公路炸毀事件
南北共同聯絡鐵公路炸毀事件（韩语：／）是指2024年10月15日，位於朝鮮民主主義人民共和國的京義線及東海線遭到炸毀的事件。朝鮮政府在10月9日9時45分通知駐韓美軍其將完全「完全切斷」銜接南北邊境的公路與鐵路。然而，在朝方切斷兩路段交通期間，朝鮮勞動黨指控韓國政府操縱無人機飛越平壤侵犯主權為由，派遣朝鮮人民軍於10月15日炸毀兩路段位於軍事分界線部分北段，此舉被指造成韓朝雙方關係惡化，朝鲜半岛局勢緊張。

## 事件背景

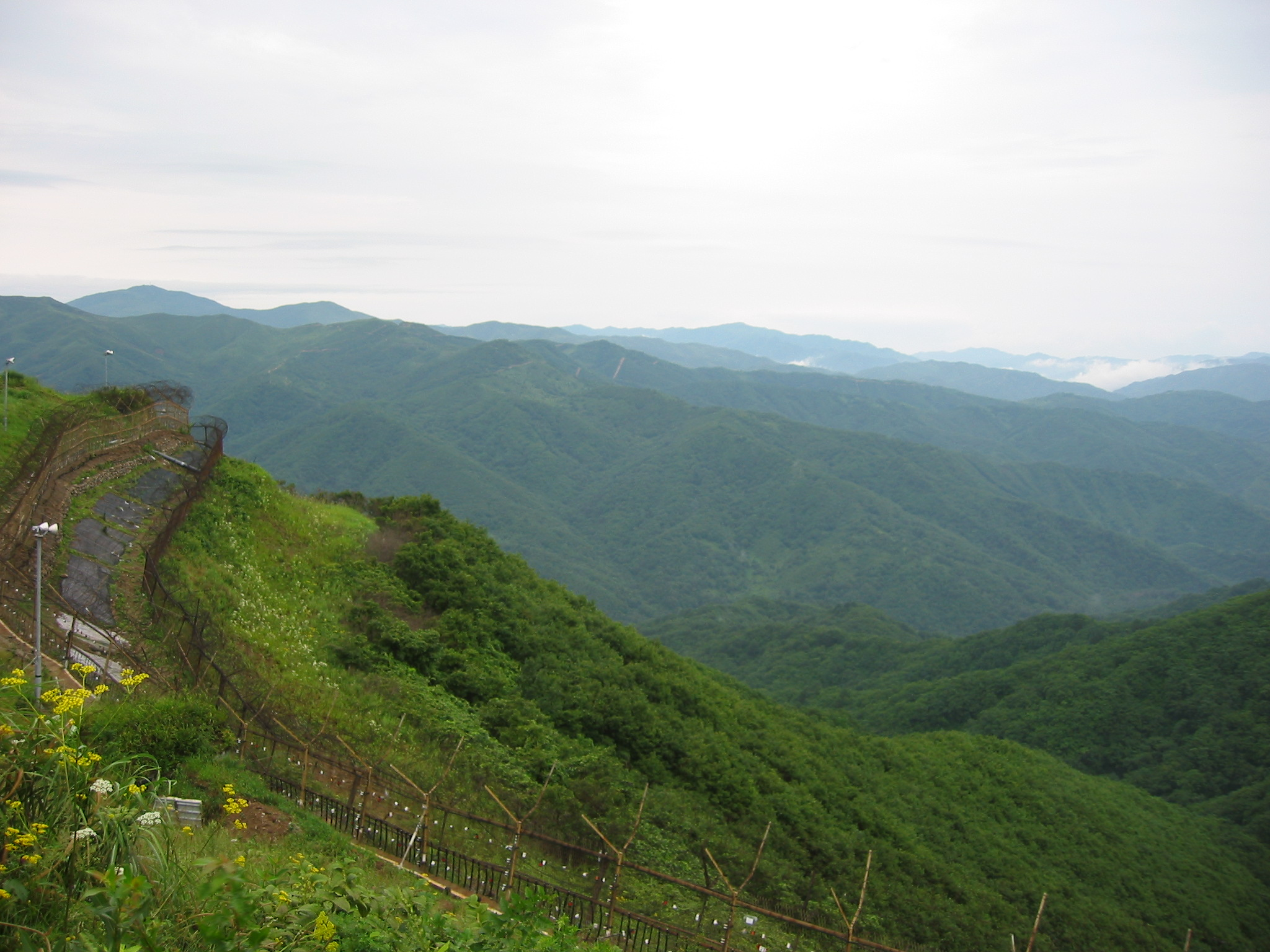
在2024年，北韓被指在南北韓非軍事區埋雷

朝鮮半島南北政權在2003年6月14日就大韓民國通往朝鮮民主主義人民共和國的東海線及京義線舉行連接儀式，其後分別在2004年12月1日及2007年12月11日開通。朝鮮在2020年6月疑似因為不滿有脫北者使用氣球散播政治傳單，因此炸毀南北共同聯絡事務所。朝鮮政府在2023年11月23日宣布不再受《九一九军事协议》约束，韓國政府亦在隔年的6月4日舉行的國務會議中止《九一九军事协议》效力。
朝鮮勞動黨總書記金正恩在2023年年末發表演說稱「南北不再是同族，動用核武力平定南朝鮮所有領土，與把吸收統一定為國策的大韓民國相比，無論何時都不會實現統一」，更將南韓定性為「不變的主敵」；隨後，金正恩進一步在2024年1月指「是時候將南韓視為最敵對國家」，稱「北韓無意避免戰爭」。尹錫悅政府為因應2024年朝鮮糞便氣球空投韓國事件，於2024年年中對朝鮮重啟「心戰喊話」。2024年4月，南韓軍方指北韓在東海線、京義線鐵路及江原道箭頭高地附近埋雷；之後南韓向聯合國軍司令部提出水漂地雷的危險，並要求將相關訊息傳到北韓，但北韓拒絕聯繫。
韓國政府隨後在2024年6月聲稱接獲訊息指朝鮮政府有意拆除京義線及東海線兩鐵公路段。朝鮮人民軍總參謀部則在同年10月9日9時45分基於原先由於南北雙方溝通不暢致使殞命事件的經驗，通知駐韓美軍指朝鮮方將「完全切斷」銜接南北韓邊境的公路與鐵路。聯合參謀本部就「朝鮮人民軍總參謀部切斷與南韓連接的公路和鐵路進行防禦設施要塞化加固工程」一事表示絕不會坐視朝鮮企圖單方面改變現狀的任何行徑，並稱由此造成的一切後果完全由朝方承擔；統一部則稱朝方切断连接韩国的公路和铁路，逐步实现“要塞化”是“反统一、反民族的行为”並提出强烈谴责。

### 朝鮮政府不滿韓國官民的對北行為
2024年10月11日，朝鮮民主主義人民共和國外務省發表重要談話抨擊大韓民國指該國政府分別在10月3日、10月9日及10月10日深夜將無人機飛入平壤市中區上空，空投了大量反朝政治黑色宣傳傳單，進行軍事挑釁。朝鲜劳动党中央委员会副部長金與正發表談話指韓國政府稱尚未搞清楚有關情況「軍方沒有向北韓派過無人機」、「要確認是不是民間團體的所爲」是急於推卸其責任的言論，並指若在平壤再現南韓無人機將予以報復。朝鮮國防省就韓國國防部立場回應指其对此次事态持不否认也不承认的模糊态度，並對民間團體是否有設備能使無人機飛越平壤感到遲疑。之後，金與正就韓國派無人機飛至朝鮮再次發表談話稱「韓國政府就是罪魁禍首，美國政府應負相關責任」，隨後進一部發表談話回應韓國國防部「政權終結」是执意要点燃战争爆发的导火线的「特大犯罪行为」。

### 韓國政府回應朝鮮政府的措施
韓國政府獲悉朝方的不滿後，韓國國防部部長金龙显出席國會針對軍事法院進行的國政監查會就相關提問表示，韓軍未向朝方滲透無人機，聯合參謀本部亦表示將確認是否為民間組織所為。國防部隨後在13日向駐點記者發送題為「關於朝鮮金與正談話相關立場」的簡訊稱，韓方對朝發出嚴正警告，若朝鮮侵害南韓國民安全，那一天便是朝鮮政權毀滅之日。聯合參謀本部發言人李成俊在14日的記者會表示已觀測到朝軍在涉事路段設置路障，並同時關注朝鮮在黃海北部界線限附近海岸的砲門動態，指「若朝鮮挑釁可先斬後奏強烈反擊」。

## 事件過程
朝鮮國防省在13日晚間表示朝鮮人民軍總參謀部已向前線部隊下達準備射擊的指示，韓國國防部對此表示尚未接獲珍島犬警報發布或下達加強警戒態勢指示，而聯合參謀本部隨後表示有接獲朝方可能爆破京義線和東海線鐵路的情報，並進一步指出朝方公告的前線部隊是部署在西部至東部停戰線全線瞄準韓國首都圈的8個炮兵旅、約570門遠程炮。
10月14日，朝鲜劳动党总书记、朝鲜国务委员长金正恩召开国防和安全协议会，指明当前朝方的军事活动方向，提出了在启动国家防卫力量、行使自卫权来维护国家主权和安全利益方面的重大任务。金與正隨後於15日再次發表談話稱「其有足夠證據無人機飛行為韓國所為，並要韓國付出慘痛的代價」。韓國聯合參謀本部在同日向媒體發送訊息證實朝鮮在同日中午炸毀京義線及東海線在軍事分界線以北的部分區間；韓軍在朝方炸毀部分路段後進行「開槍警告射擊」。
朝鮮媒體在事後對相關訊息保持沉默。直至17日，朝鮮中央通訊社發布報導，指朝鲜人民军总参谋部按照朝鲜劳动党中央军事委员会第00122号命令，采取措施在南部边境的东西部地区完全切断与韩国连接的区段公路和铁路，並引述国防省发言人消息稱其以爆破方法完全封闭江原道高城郡甘湖里一带的公路和铁路60米区段和开城市板门区东内里一带的公路和铁路60米区段，並指此作為是「把大韩民国规定为彻底的敌对国家的宪法要求」和因敌对势力严重的政治军事挑衅活动濒临无法预测的战争边缘的严重安保环境出发的必然而合法的措施。金正恩則在17日視察朝鮮人民軍第2軍時，表示完全破坏并切断连接韩国领土的公路和铁路不仅意味着从物理上的封闭，而且意味着「断绝跨世纪与首尔缠绵的恶缘」，並警告韓國若侵害朝鮮主權將「武力不受任何条件的约束且是针对敌国而不是同族的合法的报复行动」。
此次爆炸後，韓朝在陸路連通地帶僅剩共同警备区域及箭頭高地這兩處通道，惟箭頭高地因車輛無法通過而無實際意義。朝鮮人民軍在爆炸發生後，亦派遣其他車輛至現場拆除附近的道路，爆炸的範圍為公路及鐵路路段。韓國聯合參謀本部分析此次朝軍是使用TNT炸藥爆破且只在軍事分界線之前約10公尺處設置材質脆弱的黑色隔板，此次爆炸影響範圍延伸至軍事分界線以南，違反《朝鮮停戰協定》。《東亞日報》指出其旗下記者在10月23日於江原道高城統一展望台觀測，發現朝方在東海線爆破現場動員了100多名朝鮮軍人和卡車挖掘機等重型裝備，進行設置構造物的工作，開始原地修建混凝土隔離墻。韓國聯合參謀本部在11月4日指韓軍透過監視設備觀測朝方截至1日止，每日投入300至400名人員和重型裝備挖掘反坦克壕，推測朝方認為發生突發情況時，朝鮮可用土堆填壕後直接南下入侵，更進一步指出北韩还在每个反坦克壕的北侧后面堆土后建造了低矮的土堆以种植树木，而韩国也可以出动装甲架桥车或通过迂回机动来推进坦克。

## 事後影響

### 朝韓關係
韓國统一部在事後對朝方此舉表達強烈譴責，並稱相關設施雖是2000年朝韓首腦會晤的代表性建設，但朝方還款義務依然存在，且朝方舉動違反韓朝相關協議；統一部隨後稱將追究朝方破坏而造成的损失赔偿等法律责任。韓國政府自事發後，宣布緊急關閉邊境的朝韩非军事区觀光景點，包含非軍事區內的臺城洞村以及示範區域統一村；京畿道政府則為保護邊境地區民眾的安全，決定將坡州市、金浦市、漣川郡等三市郡內的11處地區劃為危險區域，禁止公民團體在指定地區向朝鮮空投傳單等物品。聯合參謀本部議長金明秀為此取消訪美計畫。韩国市民社会元老组成的非常时局会议于14日上午在首尔新闻会馆举行记者会，出席记者会的自由言论实践基金会名誉理事长李富荣在会上主张“国会应通过国政调查查明真相”，稱“国会议长团应呼吁韩朝政府保持克制，国会代表可以在中国与朝鲜驻华大使会面，传达韩方的立场”。
統一部在11月18日的記者會上表示，正在與韓國政府的其他部門商討要求朝鮮政府的賠償方案，並就建造京義線、東海線的貸款規模及是否能要求朝鮮政府償還貸款討論，且指韓國政府將會拋棄作秀式對話，將會採取務實的溝通，以有效解決問題、確保雙方能達成共識。
自東海線公路被炸毀之後，北韓於11月24日起切斷軍事分界線以北，連結南韓坡州市文山邑與北韓開城園區和平變電站之間的輸電路段電線。南韓軍方經研判後，認為北韓此舉是為輸電塔拆除作業行動當中的其中一環。此輸電路段總共有48座輸電塔，其中15座坐落在北韓境內，並由南韓電力公社於2006年12月對北韓開城園區通電。南韓的電力供應總共中斷過兩次，第一次是在北韓於2016年1月進行核試驗後南韓於次月切斷電力供應，後隨著南北韓之間的關係緩和而部分恢復供電，第二次則是在2020年6月北韓炸毀南北共同聯絡處後，至北韓拆除輸電塔之前南韓都未恢復供電。

### 國際反應

#### 聯合國態度
聯合國秘書長在朝方炸毀聯絡鐵、公路後表示，他正在繼續密切關注朝鮮半島的局勢，以應對相關情勢。朝鮮外務省負責國際機構副外務相金仙景發表談話，主張在朝鮮的領土上無論拆除還是新建公路和鐵路設施「都是合法行使主權」，指安东尼奥·古特雷斯的談話對朝方境在內行使自衛權的行為說事，無視南韓侵犯主權的行為是聯合國在議題上的「雙重標準」。

#### 日本及美國態度
美國國務院在事後表示將繼續敦促北韓緩和緊張局勢，停止任何增加武裝衝突風險的行動。2024年美國總統選舉候選人唐納·川普則在Truth Social上發文表示只有他才能解決問題。日本內閣官房副長官青木一彦對北韓的這些活動表示可能增加兩韓之間的緊張，重要的是不要因此導致情勢升級。

#### 俄羅斯及中華人民共和國態度
克里姆林宮發言人德米特里·謝爾蓋耶維奇·佩斯科夫在事發隔日表示俄羅斯6月訪問平壤時，與朝鮮政府簽署的一項條約規定了所有領域的「戰略合作」，被問及「俄羅斯可能會在朝鮮半島發生衝突時支持平壤」時，表示該條約的措詞「非常明確」且不需要任何解釋；韓國政府則就俄羅斯聯邦政府的發言表示遺憾。中華人民共和國外交部發言人毛寧在爆炸發生後表示「朝鮮半島局勢緊張不符合各方的共同利益，當務之急是避免矛盾進一步激化。」

#### 其他反應
韓國外交部在10月13日宣布韓、美、日副外交部長會議預定在16日舉行。會議舉行後，包含韓國外交部第一副部長金烘均、美國副國務卿庫爾特·康貝爾和日本外務省事務次官岡野正敬在內的三方，強烈譴責朝鮮指控韓國無人機滲透至平壤並炸毀韓朝連接公路等加劇韓半島軍事緊張事態的行為；韓國空軍參謀總長李英秀與美國空軍參謀長大衛·W·阿爾文在17日於雞龍臺的韓國三軍司令部舉行會談後，共同譴責朝鮮破壞地區穩定，並商定以壓倒性的韓美空軍力量鞏固聯防態勢，合作應對朝鮮問題。韓國退伍軍人協會就朝方炸毀共同聯絡鐵、公路後發表聲明呼籲停止在此之後的進一步挑釁，並恢復文化同質化與對話以實現和平統一。
共同民主黨在事件發生期間，於黨內成立「安全事態應變小組」，並在召開小組會議後發表立場稱「局勢越敏感，就越需要冷靜的應對」；共同民主黨發言人黃正雅則發表書面聲明說「敦促朝韓放下對抗立場，坐到談判桌前進行對話」。改革新黨副發言人鄭國鎮發表評論稱「宛如是放屁的人發火」，呼籲朝鮮政府正视民主化與市場開放的需求，敦促其停止「做賊喊捉賊式的輕舉妄動」，並與大韓民國進行對話。進步黨首席發言人洪成奎發表書面聲明指雙方必須立即停止所有無法追究責任的緊張局勢的危險升級。
此外，為因應朝鲜挑釁並加強對朝制裁，韩国與美國、日本、法國、英國、德國、義大利、荷蘭、加拿大、澳洲及紐西蘭共同組成「多國制裁監督小組」。朝鮮外務省外務相崔善姬對此發表談話稱以美國為首同組的「多國制裁監督小組」行為動搖國際關係根基、嚴重擾亂國際秩序，並再次就「韓國無人機滲透至平壤」一事指美國將為南韓的犯罪行為付出代價。
中華民國國家安全局局長蔡明彥接受立法院質詢時，表示有掌握朝鮮半島情勢升溫的情報，並認為“在最近這段期間，北韓跟俄羅斯的關係是積極改善跟加強，反倒是中共跟北韓的關係是比較低潮狀態”。

### 專家、學者反應
上海國際問題研究院副院長、上海市朝鮮半島研究會副會長兼秘書長李開盛在事後指出，從南北韓的意願而言，緊張局勢尚可控。北韓並不想看到一個不可收拾的局面，主要目的就是製造緊張態勢，讓美國和國際社會意識到拜登政府的北韓政策失敗。北韓大學院大學校校長梁茂進接受法新社採訪表示「這就是北韓經常提及的敵對兩國體系相關實際軍事措施」，並指北韓或許也尋求沿邊境建立更多實體屏障；開南大學董事會主任秘書、國策研究院資深顧問陳文甲則認為，若這次軍事行動未能被有效管控，可能會導致局勢升溫，甚至引發更大規模的軍事衝突。世宗研究所朝鮮半島策略中心主任鄭相昌分析指朝鮮青年受韓流影響而嚮往韓國生活，金氏家族為了鞏固政權，藉由炸毀兩韓聯通道路堅定表明斷絕南北韓關係的決心。延世大學统一研究院客座教授金钟大則認為这一系列的情况说明了民间脫北者团体正在尹锡悦政府的統戰中进化为「雇佣兵」，在很大程度上发挥了政府的角色，並認為韓國政府没有站在前線，形塑成新形態的「灰色地帶襲擾」。

## 盜圖爭議
韓國聯合通訊社發表報導指朝鮮中央通訊社發布的爆炸照片疑似盜用聯合參謀本部的影片截圖，並指韓軍監視設備有捕捉到朝軍向京義線公路爆破現場派出攝影人員，但東海線公路爆破現場未現拍攝人員，並推測朝鮮當局延後公布消息與為「收拾殘局」而擅自使用韓方照片報導有關。金與正對此透過朝鮮中央通訊社發表談話，表示朝方是沒辦法用那個角度拍攝，並指從构图上、直观上是好看且符合朝方的意图便使用，且在談話中稱韓國政府對「我们采取爆破措施到底意味着什么、有多么严重的安保危机迫在眉睫，事态的真意扔到哪儿」答非所問。統一部副發言人金仁愛在例行記者會回應金與正談話指「朝鮮政府就是在未經許可也未標記來源的情況下使用」，並指韓國媒體援引朝方照片時都有透過日本仲介支付費用，且稱朝鮮同為《伯恩公約》的簽署國應負起相對應責任；韓國國防部則表示金與正此言行凸顯出朝鮮政府體制失控使政府高層連這種瑣事都親自管理，並認為「使用韓方照片應是掩護沒有拍照或拍錯照片的軍部而做出的發言」。

## 延伸議題

### 加速韓國持有核武論
大韓民國總統尹錫悅在2023年的一場國防會議上表示考慮發展核武器，並在會議後尋求美国总统拜登的支持。此次事件後，韩国新闻中心外国记者俱乐部举行了“韩国核武装的必要性和实现可能性：争论点和课题”记者会，世宗研究所朝鮮半島策略中心主任鄭相昌指出，基于当前东北亚的地缘政治局势，韩国政府应加快推进自主核武装，若韩国实现核武装，日本也可能效仿，从而形成区域性的核平衡。之後，韩国驻美国大使赵贤东在华盛顿举行的国政监查中表示，在声明韩国政府无意推进自主核武装和重新部署美国战术核武器的前提下，下届美国政府上台后，将说服美国允许韩国拥有对使用后的核燃料再处理的设施。